# Stemorrhages thetydalis
Stemorrhages thetydalis là một loài bướm đêm trong họ Crambidae.